# Cesárea Ruiz de Esparza y Dávalos
Cesárea Ruiz de Esparza y Dávalos (Aguascalientes, Mèxic, 27 d'agost de 1829 - Ciutat de Mèxic, 24 d'abril de 1884) fou una religiosa mexicana, cofundadora de la Congregació de Germanes Josefines. Coneguda com a Sor Cesarita, ha estat proclamada serventa de Déu per l'Església catòlica.

## Biografia
Nasqué a Aguascalientes en 1829, en una família benestant, en un part prematur. Era la quarta dels catorze fills (en sobrevisqueren set) de José María Ruiz de Esparza y Peredo, jutge, i María Bruna Dávalos Rincón Gallardo. Un dels seus germans fou l'historiador Juan E. Hernández Dávalos. Fou educada cristianament, i de petita ja era molt religiosa, amb una especial devoció envers la Mare de Déu i la Sagrada Família. La família viu a Zacatecas, i cap als setze anys, la jove Cesárea decideix la seva vocació religiosa. El seu pare fou traslladat, i amb ell tota la família, a San Luis Potosí, quan Cesárea tenia divuit anys.
Als dinou anys, la jove es consagrà privadament a Crist: el 12 d'octubre de 1848, el seu confessor, un frare franciscà, va "casar-la" espiritualment amb el Nen Jesús, i des de llavors es lliurà a la pregària. En 1856 mor la seva mare i Cesarita queda al davant de la casa i dels seus germans petits, mantenint alhora la seva vida d'exercici de la virtut i l'oració. Quan els germans s'han casat i han deixat la casa pairal, resten només Cesárea i Juliana, i les dues decideixen de fer-se religioses; en abril de 1858, Juliana ingressa a les Filles de la Caritat i Cesárea vol ingressar a les Concepcionistes, però no hi és acceptada. Marxa a viure amb un germà seu a la Hacienda de la Quemada, on fa vida de meditació, lectura i pregària durant sis mesos i torna a San Luis, on ingressa al Beateri de les Saleses, on fa vida contemplativa durant vuit mesos.
Torna llavors amb el seu pare, que havia estat abandonat per la seva segona esposa, que havia marxat amb bona part dels diners, deixant-lo malalt. A més, es fa càrrec de la cura del fill d'una cunyada Josefa, morta feia poc: l'abril i el maig de 1861, en setze dies, moren el seu pare i el nebot. Moren llavors la seva cunyada Refugio i el marit d'aquesta, Juan Vega, i Cesárea es fa càrrec dels seus dos fills Josefa i Miguel. Com que la fortuna heretada és petita, la noia obre un estanc per guanyar diners, i el 1869 es traslladen a Ciutat de Mèxic a casa del seu germà Juan, però marxen novament i treballa ajudant sis joves estudiants.
Treballa a l'Hospital de San Andrés, de les Filles de la Caritat, i el 4 de juny de 1871 es fa membre de l'Associació de Filles de Maria Immaculada, fundada en 1863 per viure l'Evangeli i cercar la perfecció de l'amor mitjançant el servei i la pregària. Aconsegueix que més d'un miler de persones es facin de l'associació i la protegeixin. Atendrà els malalts, especialment els moribunds de cirurgia.
El prevere Josep Maria Vilaseca i Aguilera volia fundar la branca femenina dels Missioners de Sant Josep, que ell mateix havia fundat en 1871. Conegué Cesárea Ruiz i en buscà la col·laboració, i tots dos decideixen de crear una congregació per "tenir cura de la vida de Jesús segons l'exemple de Maria i Josep", mitjançant l'educació cristiana i l'assistència a les necessitats de tothom, especialment els que no tenen recursos. A més, també es proposaven de promoure el culte a Sant Josep de Natzaret, obrir escoles i llars d'acollida per a nenes i atendre malalts i ancians en hospitals i asils, a més de col·laborar amb els Missioners Josefins en l'apostolat parroquial i missioner.
El 22 de setembre de 1872 obriren una primera casa a Mèxic (al carrer de San Ramón), amb el nom d'Institut de les Filles de Maria Josefines; de Cesárea i les tres joves que començaren, amb quatre alumnes, aviat es passà a déu i prengueren el nom de Filles de Maria del Senyor Sant Josep. Com que el local va quedar petit, el bisbe Pelagio Antonio de Labastida y Dávalos els donà un de major al carrer de Pulquería de Palacio: en sis mesos, estaven havien obert escoles on ensenyaven a 300 nenes. En maig de 1873, les lleis de reforma de l'Estat, anticlericals, provocaren que Vilaseca fos empresonat i expulsat del país. Cesárea, durant poc més d'un any, queda sola dirigint la congregació en temps de persecució religiosa, fins que torna el fundador en 1875, i la comunitat de germanes cercà refugi a la casa central de les Filles de la Caritat de Sant Vicenç de Paül. Quan tornà Vilaseca, continuaren en aquesta casa, sense deixar el col·legi de Pulquería ni la casa oberta per a la rehabilitació de prostitutes. Poc després obriren escoles a Puebla i a Huajuapan i Aculco, tot i que aquestes tancaren aviat.
Es funden escoles gratuïtes de les Josefines a Tacuba, Ciutat de Mèxic, Huajuapan de León, Veas, San Vicente de Puebla, San Andrés Chalzhicomula, etc., a més d'alguns hospitals. Sovint s'establien en asils de les Filles de la Caritat o en llocs on ja hi havia membres de l'Associació de Filles de Maria. Finalment, mor el 24 d'abril de 1884 a Mèxic.